# Michael Macho
Michael Macho (Rum (Tirol), 27 maart 1987) is een Oostenrijkse snowboarder.

## Carrière
Bij zijn wereldbekerdebuut, in januari 2006 in Klagenfurt, scoorde Macho zijn eerste wereldbekerpunten, in december 2007 behaalde in Sofia zijn eerste toptienklassering. In januari 2011 stond de Oostenrijker in Denver voor de eerste maal in zijn carrière op het podium van een wereldbekerwedstrijd.
Tijdens de FIS wereldkampioenschappen snowboarden 2011 in La Molina eindigde Macho als negende op het onderdeel slopestyle en als zesendertigste op het onderdeel Big Air. Op de FIS wereldkampioenschappen snowboarden 2013 in Stoneham-et-Tewkesbury werd de Oostenrijker uitgeschakeld in de kwalificaties van zowel het onderdeel Big Air als het onderdeel slopestyle.

## Resultaten

### Wereldkampioenschappen
| Jaar | Plaats                 | Resultaten                 |
| ---- | ---------------------- | -------------------------- |
| 2011 | La Molina              | 36e Big Air 9e Slopestyle  |
| 2013 | Stoneham-et-Tewkesbury | 21e Big Air 32e Slopestyle |

### Wereldbeker

#### Eindklasseringen
| Seizoen   | Algm | HP   | BA  | SBS |
| --------- | ---- | ---- | --- | --- |
| 2005/2006 | 245e | –    | 52e | –   |
| 2006/2007 | 108e | 78e  | 18e | –   |
| 2007/2008 | 82e  | 82e  | 15e | –   |
| 2008/2009 | 76e  | 101e | 9e  | –   |
| 2009/2010 | 86e  | –    | 12e | –   |
| 2010/2011 | 9e   | –    | 6e  | –   |
| 2011/2012 | 11e  | –    | 6e  | 30e |